# Maine
|  | Per a altres significats, vegeu «Maine (desambiguació)». |

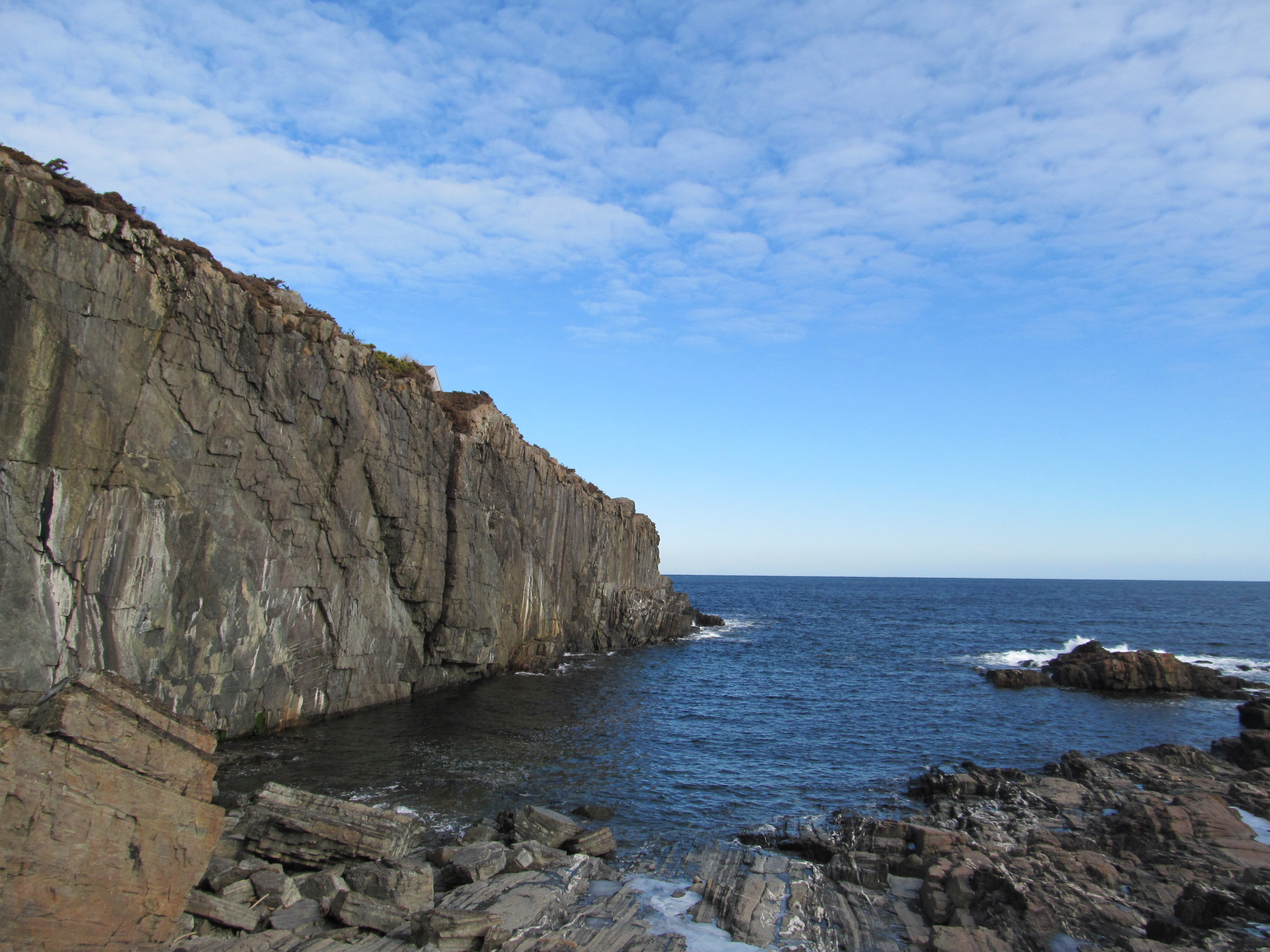
El penya-segat de Bald Head

Maine és un dels estats que conformen els Estats Units i rep el seu nom de la província francesa de Maine. Està situat a la zona de Nova Anglaterra, al nord-est dels Estats Units; limita al nord i a l'est amb la província canadenca de Nova Brunswick, al sud amb el golf de Maine, a l'oest amb Nou Hampshire i al nord-oest amb la província canadenca de Quebec. Part de la frontera septentrional ve definida pels rius Saint John i Saint Francis, el riu Saint Croix constitueix part de la frontera sud-oriental, i el riu Salmon Falls, el límit sud-occidental. Les seves principals ciutats són Augusta (la capital), Portland, Lewiston, Bangor, Auburn i South Portland. Maine és, juntament amb l'estat de Louisiana, un dels únics estats dels EUA amb forta tradició i presència francòfona.

## Territori i recursos
Amb una superfície de 86.027 km², Maine és l'estat de major grandària de Nova Anglaterra. El territori es pot dividir en tres regions fisiogràfiques característiques: les terres baixes costaneres, les terres altes de Nova Anglaterra i les Muntanyes Blanques. Les terres baixes costaneres, que s'estenen a la vora de l'oceà Atlàntic, presenten un paisatge ondulat interromput per nombroses badies i estuaris. Els abruptes caps són els propis d'una costa glacera d'enfonsament que ha sofert el pes de vasts casquets de gel, i ha deprimit la regió. La majoria de les illes costaneres constitueixen els cims de terres submergides. Un dels caps rocosos més espectaculars es correspon amb el promontori granític de la muntanya Cadillac, al Mont Desert, l'illa més gran de l'estat.
Les terres altes de Nova Anglaterra conformen la major part de Maine; d'una banda, un sector està caracteritzat per un paisatge brusc i muntanyós, i, de l'altra, especialment en els voltants de Bangor i el comtat d'Aroostook, per planes. Tant les terres baixes costaneres com les terres altes de Nova Anglaterra s'assenten en gran manera sobre dures roques metamòrfiques.
Les principals elevacions de Maine es troben a la regió de les muntanyes Blanques, que s'estenen fins a Nou Hampshire i Vermont. Gran part de l'àrea està composta per granit resistent, com el mont Katahdin. Les muntanyes Longfellow constitueixen la cadena orogràfica més important.
Gran part del territori de Maine està cobert per importants dipòsits de glaceres, com els eskers, que han deixat capes de grava i sorra gruixudes en els traços de rierols que fluïen sota les glaceres amb una notable força erosiva. Per això els sòls presenten un mal drenatge i són aptes per a la plantació de pins i el cultiu de patates, però desfavorables per a altres explotacions agràries.
Maine té més de 5.100 cursos fluvials, que desemboquen en l'oceà Atlàntic principalment a través dels rius Saint John, Saint Croix, Penobscot, Kennebec, Androscoggin i Saco. També té més de 2.200 llacs i estanys.
A Maine es distingeixen tres àrees climatològiques principals, que es corresponen amb la regió costanera, l'interior septentrional i l'interior meridional. La regió costanera s'estén uns 32 km cap a l'interior i gaudeix d'un clima marítim; aquí, la temperatura mitjana hivernal és molt més suau que a l'interior, mentre que en estiu és més fresca. La regió de l'interior septentrional, que ocupa prop del 60% de la superfície total de l'estat, té un clima continental, amb temperatures hivernals molt baixes i èpoques que permeten el desenvolupament de cultius inferiors als 100 dies. La regió interior meridional és la més càlida de Maine. Com en la major part de Nova Anglaterra, els tornados són poc freqüents a Maine, encara que, a vegades, els huracans que es formen a l'Atlàntic afecten l'estat. Les abundants tempestes costaneres, o "del nord-est", porten associats forts vents i intenses precipitacions, de vegades en forma de neu, a aquesta part de l'estat.
Gairebé el 80% del territori de Maine està cobert de bosc; aproximadament dos terços es componen de coníferes, amb espècies com ara el pi blanc, el pi pitch, el pi de Noruega, l'avet balsàmic, la tsuga i la picea. Entre les espècies arbòries de fusta noble, que s'utilitzen en la fabricació de mobles, hi ha el cirerer negre i el freixe blanc. Altres espècies abundants són el roure vermell i el blanc, així com el bedoll blanc i el groc. En els comtats de Washington i Hancock, al sud-est, els gerds creixen en els sòls arenosos. Els gerds vermells es troben dispersos pels pantans. Les flors silvestres més comunes són l'Anemone, el ranuncle, la margarida, el llorer de muntanya, el rododendre i la violeta.
Igual que en altres estats de Nova Anglaterra, els minerals metàl·lics també han estat de gran importància a Maine, on hi ha jaciments limitats de mineral de ferro, manganès, coure, zinc, plata, or, platí i estany. Entre els minerals no metàl·lics s'hi troba sorra i grava, torba, granit, quars, mica, feldespat, grafit i pedres semiprecioses.
El sector agropecuari de Maine se centra en la criança de bestiar boví i porcí, en el cultiu de patates (la varietat kennebec s'hi va originar el 1941), blat, avena, fesols, cigrons, remolatxa sucrera i gerds, i en la producció de lactis i ous.
Maine posseeix també una important indústria pesquera, el producte més valuós de la qual és la llagosta; les petxines i el bacallà.
La indústria de Maine comprèn fàbriques de paper, calçat, articles de cuir, equips electrònics, aliments processats, confecció i tèxtils.
Les primeres escoles de l'estat es van fundar a principis del segle xviii, i en 1828 es va començar a desenvolupar un sistema educatiu estatal. Els centres d'ensenyament més importants són: la Universitat de Maine, a Orono (1865); la Universitat del Sud de Maine (1878), a Portland; el col·legi Bats (1855), a Lewiston; el col·legi Colby (1813), a Waterville; el col·legi Bowdoin, a Brunswick; i el col·legi Husson (1898), a Bangor.
Un dels seus principals atractius turístics és el Parc nacional Acadia, que s'estén per gran part de l'illa Mont Desert. La muntanya Katahdin, al Parc estatal Baxter, constitueix la terminal nord de la ruta nacional dels Apalatxes, que s'estén cap al sud fins a Geòrgia. També és de destacar el Parc internacional Roosevelt Campobello.
La costa i els llacs de l'interior, així com els rius i les muntanyes de Maine proporcionen grans oportunitats per a practicar la natació, el rem, l'excursionisme, la pesca i la caça. L'estat posseeix també un bon nombre d'estacions d'esquí.
Maine es regeix per una Constitució que va entrar en vigor en l'any 1820, quan es va incorporar a la Unió. Tant el cap de l'executiu com el governador són triats democràticament per un període de quatre anys. El governador pot servir en el càrrec més de dos mandats, però no consecutius. A nivell nacional, l'estat nomena dos senadors i dos representants per al Congrés dels Estats Units.

## Història
Quan van arribar els europeus, Maine tenia una població composta per 20 tribus algonquines, unides en una àmplia organització coneguda amb el nom d'abnaki o wabanaki ('poble del clarejar'). Avui dia solament queden els penobscots i els passamaquoddy. Molts d'aquests van ser convertits al catolicisme pels missioners francesos del segle xvii, i van lluitar al costat d'aquests en la guerra contra els anglesos.
El rei Jaume I d'Anglaterra va reclamar tot el territori de Nova Anglaterra, sobre la base de les exploracions de Giovanni Caboto un segle abans, i va autoritzar a la Plymouth Company a colonitzar l'àrea en l'any 1606. A l'any següent, la companyia va fundar una colònia al naixement del riu Kennebec, en la península de Sagadahoc, però només va durar un any. Les colònies franceses de l'illa Saint Croix i de l'illa Mont Desert tampoc van prosperar.
La seva importància econòmica es basava en el comerç de pells i dels productes forestals. Durant la guerra d'Independència nord-americana, els britànics van aixecar una base prop de l'actual Castine, en la badia de Penobscot. L'expedició Penobscot (1779), en la qual un comando de Massachusetts va intentar expulsar-los, va resultar un fracàs.
El moviment per a independitzar-se de Massachusetts va començar l'any 1785, però no va tenir importància fins a 1816, any en el qual la Convenció de Brunswick va popularitzar el moviment independentista. En 1819, quan el Tribunal General de Massachusetts va donar el seu consentiment a la Llei de Separació, es va sostenir una convenció constitucional estatal a Portland. Maine va demanar al Congrés ser admesa en la Unió al desembre de 1819, i en 1820 va ser admesa sota el compromís de Missouri. Quan Maine va aconseguir la seva independència, gran part del territori encara estava sense explorar; per aquest motiu, es va originar una disputa sobre l'establiment de la frontera que separava Maine de la província canadenca de Nova Brunswick. El problema es va solucionar en 1842 mitjançant el Tractat de Webster-Ashburton.
Abans de la Guerra Civil nord-americana, l'economia de Maine es basava en la comercialització de productes de fusta. Altres indústries importants estaven lligades a l'extracció de granit, la confecció de tèxtils, la pesca i la construcció naval. La necessitat d'una millora en els transports va motivar l'arribada del ferrocarril. Després de la guerra civil, el trasllat de la indústria tèxtil i de les drassanes fora de Nova Anglaterra va contribuir al declivi econòmic de l'estat. Maine a poc a poc es va anar recuperant gràcies a les seves indústries de paper i, a principis de la dècada de 1880, el turisme es va convertir en una important activitat econòmica.
Després de la II Guerra Mundial, Maine va sofrir una important crisi econòmica que va afectar tant al camp com a la ciutat. Les qüestions relacionades amb l'energia i el medi ambient van provocar una gran polèmica en les dècades de 1970 i 1980, quan grups de ciutadans van intentar repetides vegades, però sense èxit, paralitzar l'activitat de l'única central nuclear de l'estat. En la dècada de 1980 va tenir lloc un notable desenvolupament econòmic, tant de Maine com de la major part de Nova Anglaterra.
En 1980 el govern federal va compensar amb 300.000 acres i 27,5 milions de dòlars als penobscots i els passamaquoddy després que aquestes dues tribus provessin en els tribunals que la major part de l'Estat de Maine era de la seva propietat.

## Àrees protegides
- Parc Nacional d'Acàdia[1]
- Sender Paisatgístic Nacional dels Apalatxes[2] (El terminal sud del sender es troba a Geòrgia i el terminal nord al Mont Katahdin dins del Parc Estatal Baxter[3])
- Lloc Històric Internacional de l'Illa Saint Croix[4][5]